# ناصوح‌اوغلو (صندوق‌لی)
ناصوح‌اوغلو (به ترکی استانبولی: Nasuhoğlu) یک منطقهٔ مسکونی در ترکیه است که در صندوق‌لی واقع شده‌است.